# Beguené
Beguené è un comune rurale del Mali facente parte del circondario di Bla, nella regione di Ségou.
Il comune è composto da 8 nuclei abitati:
- Beguené
- Dakoumana
- Diébougou
- Kombré
- N'Gonina
- Pingala
- Zankouna
- Zombougou